# Mallplaza Sur
Mallplaza Sur es un centro comercial ubicado en el sector sur de la Región Metropolitana, en la localidad de Nos, comuna de San Bernardo en Santiago de Chile.

## Infraestructura
Posee 77 000 m² de Superficie bruta alquilable y contempló una inversión de US$ 84 millones. 
Este mall cuenta con dos grandes multitiendas (La Polar,  Ripley y un H&M), un Hipermercado (Líder), un patio de construcción formado por Homecenter Sodimac y Sodimac Constructor, AutoPlaza, Las Terrazas, Cinépolis, Happyland, un patio de comidas, un Boulevard de servicios bancarios y financieros. Además, cuenta con 150 tiendas especializadas y más de 3000 estacionamientos.